# 関根麻里
関根 麻里（せきね まり、1984年10月22日 - ）は、日本のバラエティタレント。
東京都港区出身、浅井企画所属。
父はタレントの関根勤。
夫は歌手のK。

## 略歴
西町インターナショナルスクールから聖心インターナショナルスクールに進学。高校生時代の部活はテニス部。
一時は幼少時から望んでいたタレントの道に進むべくWAHAHA本舗への入団も目指したが、父・勤の所属する浅井企画からの助言や、マーケティングやコミュニケーション学を勉強したいこともあり、エマーソン大学マーケティングコミュニケーション学部へ進学。成績は優秀で、2005年に標準より1年早い3年で首席で卒業。
父が座長を務める『カンコンキンシアター』では1998年、2005年の回に既にサプライズゲストとして出演。また、2005年12月には『ごきげんよう』のスペシャルで、小堺一機および父と3人で司会を務めた。
大学卒業後、浅井企画に所属し芸能活動を開始。2006年6月17日にタレントとして本格デビューして、『王様のブランチ』、『もしもツアーズ』、さらに『コサキンDEワァオ!』の3番組に続けてゲスト出演した。2007年3月22日には『あの人は今』で先代の草野仁・山田邦子とともに初めて司会を担当。2007年12月31日の『第58回NHK紅白歌合戦』では応援隊長として父である関根勤を隊員に従えて務めた。2010年1月20日、2010年“日テレ7×セブン&アイグループ”のバレンタイン・キャンペーン・ウェブドラマ応援歌で、倉本美津留が楽曲提供したシングルCD「ありがとう」（同CDに別に収録されている『Thank You』は自ら英訳したものである）でデリシャス・デリ・レコーズ からメジャーデビュー。
2014年4月より、関根勤が日本テレビ系『ZIP!』にレギュラー出演し、レギュラー番組での親子共演は初である。後述したとおり、歌手のKと結婚したため9月26日を以って卒業した。後任は北乃きい。2015年6月4日、第1子妊娠が明らかになった。レギュラー番組の『誰だって波瀾爆笑』は、10月18日放送回をもって産休に入り、11月15日に第1子女児を出産した。
2016年、日本航空の機内放送「J-POP TODAY」のナビゲーター（4月配信分より）から、仕事復帰。2019年6月4日、第2子妊娠を報告。8月27日の『スッキリ』出演をもって産休に入る。10月29日の『スッキリ』の番組内で第2子女児の出産が発表された。

## 人物
- 足のサイズは、所属事務所のHPでは22.5cmだが2009年11月5日ダウンタウンDXで本人が21.5cmと話している。
- 趣味は、旅行、お笑いライブ観劇、映画鑑賞、ミュージカル鑑賞、ダンス、ウォーキング、犬の散歩、スペイン語会話。特技は英会話、パソコン操作、目が回らない、潜水（PADI = アドバンス・ダイビング・ライセンス保有）。
- 父親譲りのモノマネの他、「歌の最中に首が落下する宇多田ヒカル」など、独自にネタを開発している。
- 「仲の良い父娘」「理想の父娘」などの好感度調査でも上位にランクインしている。
- 1992年12月のマイケル・ジャクソンの日本公演『Dangerous World Tour 1992』（東京ドーム）に麻里が出演している。この公演に出演する子供たちの募集に、みんなマイケルファンだった家族の勧めもあって応募し、選ばれ、『ヒール・ザ・ワールド』の曲の時に世界の子供たちと一緒に登場し、そして麻里はマイケルと直に手をつなぐという運にも恵まれた。更に、麻里はショーの最後にマイケルに花束を渡す役に抜擢され、一人でステージに現れて花束を渡したところ、おでこにマイケルのキスをもらった。そして舞台裏に戻ったところ、マイケルからその花束と耳栓をもらったが、今では耳栓は紛失してしまったという。なお、後にマイケルのオフィシャルカレンダーで、手を繋いでいるところの写真が使われ、麻里はこれについて「人生最大の自慢話」と述べている[13]。
- 中学生の頃には空手を習っており、高田馬場にある正道会館の道場に通っていた。きっかけは、知らないおじさんにいきなり叩かれたりどこかへ連れて行かれそうになったことから「自分の身は自分で守る」と思って始めたということで、最後は黄帯まで昇進した。空手道場で知り合った友人と一緒に富士山に登り、登頂を果たした[14]。
- ピアノ演奏は小学校2年生から高校生までずっと習っていた[15]。その他やっていた習い事は、書道（8年間）、コーラス（8年間）、ジャズダンス（8年間）、陶芸（8年間）、テニス（6年間）、器械体操（5年間）、新体操（4年間）があった[16]。
- 子供の頃からお笑い好きで、高校生の頃にはお笑いライブをたくさん観に、「シアターD」（東京都渋谷区）、「Studio twl」（東京都中野区）などのライブハウスに行く日々を送っていた。Studio twlではスタッフとしてセットのセッティング、チケットのもぎり、靴袋渡しなどの仕事をしていたこともあったほどだった[1]。
- 大学生の頃、夏休みを利用して日本へ戻り、マーケティング会社で体験就業をしていたことがあった。通訳、翻訳、調査、経理の仕事をしていた[17]。
- 自分を表現することがうまく、外国人相手でも臆することなくコミュニケーションできる能力が高く、また成績も良いなどのことから、父に『外ヅラ良し子』と言われていた[18]。

### 父・関根勤から受けた影響
- 勤が以前から『コサキンDEワァオ!』などの中で、度々麻里のエピソードを話していたこともあり、幼い頃からコサキンリスナーにはよく知られていた[19]。
- 幼い頃より父の影響でテレビが大好きな子供であった。「『日立 世界・ふしぎ発見!』のミステリーハンターになりたい」と憧れるようになる。そのためには英語を初めとする実用的な語学やマナーをしっかりと会得し、多くの好奇心を満たす知識や感性を蓄えなければと考え、インターナショナルスクールへの転入を両親に懇願した。そして言葉通り熱心に勉強に励み、優秀な成績を修めた。また、持ち前の屈託の無い明るい笑顔や社交性も手伝い、多くの外国人の友人と親交を深めていった[2][17]。
- 勤の得意とするモノマネ（千葉真一・大滝秀治・輪島功一など）を同じく得意としている[注 4]。これらのモノマネ3点は、2006年のカンコンキンシアターに出演する際のネタとして、父に直伝された物であった。
- 麻里オリジナルのモノマネ第1号は、「自宅でTVを見ながらモノマネの練習をしている父・関根勤」。ちなみに、その時父が練習していたモノマネは、阿部寛であった。
- 大笑いするときの仕草や会話の時の身振り手振りが、父に酷似している。
- モンティ・パイソンの大ファンを公言しており、よく見ている。
- 家族揃ってK-POPのファンである。特に東方神起、少女時代、KARAのファンで、メンバーの名前を全てフルネームで覚えている。2012年、韓国人歌手のK (歌手)と家族公認で熱愛中であることが報じられた[20]。2014年、8月中に結婚予定であると関根の所属事務所が認めている[21]。これに伴い、番組開始当初から司会を務めた『ZIP!』を卒業することとなった。

### 家庭内での逸話
- 幼少の頃、お風呂に一緒に入った時に勤が「ケツケツケツケツ!」と歌いながら麻里に向かって尻を振り、麻里がそのリズムに合わせて勤の尻を叩いていた。両者はこれを「ケツケツダンス」と呼んでいた（『もしもツアーズ』等で披露）。また、勤が浴室の外の廊下で（浴室の）入り口を様々な格好でジャンプして横切る様を麻里が浴室から見る遊びを「フライング裸」、他にも浴室の角で勤がうずくまっているだけの「風呂場で寒がるオヤジ」など二人のお風呂タイムはかなり楽しかったと述懐している。風呂あがりには麻里の目の前で勤が自身のモノをプルプル振り回し（勤曰く『回していた』）「ヘリコプターだよ〜ん」などの遊びをして麻里を笑わせていたという（なお、「ケツケツダンス」「フライング裸」の模様は、DVD『お父さん』で確認できる）。また、子供のころから父と「えぐろう! 肛門」といったカンチョー遊びもしていた[22]。更に、風呂あがりで全裸の父に突然、麻里が「パッチン（＝麻里独自の父のあだ名の一つ）の肛門を検査する！」と言い出し、父の左右の臀部を広げたところ、尻の陰毛に隠れて肛門が見にくかったことから「うわっ! びっくりした! ガードマンがいた!」と言い放ったこともあった[16]。なお、2人がBISTRO SMAPに出演した際には、中1の前半まで一緒に入浴してたことや、現在でも 一緒に入ることに抵抗がなく、気にならないことを明かしていた。
- また、子供の頃に勤とはいつも遊びで“ボケとツッコミ”をやっていた。勤が昔話の『桃太郎』の読み聞かせで、流れてきた桃を「花咲か爺さんのお尻」や、桃太郎の名前を「桃子」「ロドリゲス」などとボケまくったり、かくれんぼをするつもりが、勤は隠れずに銅像になったふりをしたり、勤のボケに突っ込んでばかりしていたが、時々逆に麻里がボケるというパターンもあった。また、勤が「チクビヲサガセ」と言ってくるロボットをやった時、麻里はわざと乳首ではないところを指してばかりいたところ、勤は疲れて「ロボット、デンチキレタ」と言ってやめようとしたが、麻里は電池を入れ替えるふりをして勤に遊びを続けさせる、といったこともしていた[23]。
- 父・勤が1996年の「おしゃれカンケイ」に出演した際、まだ一般人だった麻里が安室奈美恵のファンであると知ったスタッフの好意で、安室本人のコメントVTRが流れ、私服のベストをプレゼントして貰ったことがある[24]。
- 麻里誕生の頃、御多分に漏れず命名で迷っていた父、勤が候補に挙げていた名前は「健吾」「麻由」「麻里」、そして「麻里子」であった。その中で性別や字画などを考慮して「麻由」「麻里」が残り、最終的に「麻里」に決めた、とコサキンの放送や著書[25] で語っている。

### 性格・知性面
- インターナショナルスクール出身で米国の大学を学部首席で卒業しており、英語が堪能である。また、スペイン語も堪能で、2007年度の『スペイン語会話』に生徒役としてレギュラー出演した。
- 子供の頃から漫画も多く読んでおり、特に『北斗の拳』の大ファン。北斗の拳 (対戦型格闘ゲーム)の移植版『北斗の拳 〜審判の双蒼星 拳豪列伝〜』のオマケDVD「一片の悔い無し！新世紀映像集」に収録されている特典映像「21世紀のケンシロウ決定戦」において中学生時代クラス内に北斗の拳を広めたこと、高校3年生の時に北斗の拳を卒業論文のテーマにしようとした（これは周りの大人たちに止められた）などの逸話が見られる。その北斗知識は相当な物[16][26]。
- 『ルパン三世』のファンでもある。 特に峰不二子を理想の女性の一人として挙げており、TV第2シリーズで彼女がつけている口紅の色味と艶やかさを「理想の口紅」と絶賛している。なお、2007年には『ルパン三世 霧のエリューシヴ』において不二子の先祖役・お不三（おふみ）役で声優デビューを果たした。
- ロゼッタストーンとトレンダーズの調査にて、英語が話せてかっこいいと思う女性有名人の1位になった[27]。2009年12月16日、自らの実体験をノウハウ化した書籍『ライルと一緒に英会話』（表参道出版刊）を執筆。2010年5月、Apple社「iPad」の日本発売開始と同時に、iPadアプリ『関根麻里の英会話』（Omotesandopress co,Ltd）を販売開始、2010年6月iPhoneアプリ『ライルと一緒に英会話』（Omotesandopress co,Ltd）が公開された。2012年4月『関根麻里の5秒英会話』（日テレBooks刊）を発売するが、これは、日本テレビ『ZIP!』の自らの英会話コーナーの内容をまとめたものである。2012年11月19日Kindleの日本発売開始と同時に、Kindle版電子書籍『関根麻里のライルと一緒に英会話』（表参道プレス刊）を発売。

### 男性に対する嗜好
- 理想の男性のタイプは高田純次と柳沢慎吾。これを聞いた父の勤は「子育てに間違いは無かった」と誇らしげに自信を見せた[28]。
  - 高田については、中学生の時に心を奪われるほど好きになり、「いい加減で軽薄だけど、優しくて頭の良いのが魅力的。そしてエロじじいぶりも素晴らしい」と述べている。高田とは、芸能界入りしてからは高田のラジオ番組で初めて会っている[28]。
  - 柳沢については、子供の頃から心にズシンと響くほど好きで、笑いのカリスマだと思っている。初めて会ったのは中学1年生の時で、同じく柳沢ファンの父・勤が柳沢に車で送ってもらった時、父が「娘に会ってもらえるかな」と話を付け、会ってもらっただけでなく何枚も写真を撮らせてもらった[29]。
- 宇津井健については「すごく大切な方」と述べている。『コサキンDEワァオ!』の中で、麻里が宇津井にインタビューに行くという企画があり、これが芸能界に入って初めての仕事だった。宇津井には「技術やテクニックは誰でも身に付けることが出来るが、最後にはその人の人間力が残ります。だから、本を読んだり映画を観たり、色々な経験をして人間力あふれる人になって下さい」という言葉をもらっている[30]。
- 2007年1月28日に放映された『高田・大竹・渡辺のオヤジ三人旅 in 北海道』で、渡辺正行から「麻里ちゃんはどういうタイプの男性が好きなの?」と問われ、「高田純次さん!」と即答。高田は「麻里ちゃん。何だったら、俺、離婚してもいいよ」と、いつもの高田節で返したが、渡辺が「関根さんが許さないと思う」と、高田をたしなめている[注 5]。
- 留学中、自分から好きになった男性3人が全て同性愛者であり、「せめてバイセクシュアルだったら少しは可能性があったかもしれなかったのに」という。また、留学中にはナードとナルシストには結構モテていた、と父との国際電話で話していたという[32]。

## 出演
（☆は親子で共演）

### テレビ

#### レギュラー番組
- 熱血!平成教育学院（2006年10月 - 2011年3月、フジテレビ）
- シネマ堂本舗（2007年1月7日 - 2011年3月27日、NHK BS2）
- MUSIC JAPAN（2007年4月 - 2011年4月3日 NHK総合）※ナビゲーター
- スペイン語会話（2007年4月 - 2008年3月、NHK教育）
  - テレビでスペイン語（2009年10月 - 2010年3月、NHK教育、上記『スペイン語会話』再放送）
- デーブ&麻里の海外ドラマNAVI（2008年1月 - 2010年3月、WOWOW）
  - デーブ&麻里の海外ドラマNAVI SP（2010年4月 - 2011年7月）
- 誰だって波瀾爆笑（2008年10月 - 2015年10月、2016年10月2日 - 2020年3月、日本テレビ） - 産休のため2015年10月より降板していたが[33]、2016年10月2日よりナレーションとして復帰。
- チェック!ザ・No.1（2008年10月 - 2009年3月、毎日放送）
- スクール革命（2009年4月 - 、日本テレビ）※不定期出演
- ガッチャン!〜世界につながる学生チャンネル〜 （2009年10月 - 2011年3月、NHK BS1）
- 捨てる恋あれば拾う恋あり（2010年4月 - 9月20日、フジテレビ）
- 恋のカイトウ!?トモコレ2世（2010年5月 - 8月26日、TOKYO MX）
- 〜あらゆる世界を見学せよ〜潜入!リアルスコープ（2010年5月 - 2015年3月、フジテレビ）
- 1億人の大質問!?笑ってコラえて!（2011年2月2日 - 2015年10月7日、日本テレビ）※サブMC
- ZIP!（2011年4月1日 - 2014年9月26日、日本テレビ）☆※総合司会
- シネマDO!（2011年4月4日 - 2012年3月12日 NHK BSプレミアム）
- ブラマリのいただきっ（2014年10月17日 - 2015年6月12日、テレビ東京）
- アイチ☆ポリス7（2015年9月26日 - 2016年3月19日、メ〜テレ）
- 正直さんぽ「正直女子さんぽ」（2015年4月11日 - 2016年3月26日、フジテレビ）[34]
2015年9月26日放送を以って産休。産休中の2016年3月26日に番組終了。
- PON!（2017年10月2日 - 2018年9月24日、日本テレビ）※月曜日レギュラー[35]
- スッキリ!!→スッキリ（2006年4月4日 - 2011年3月29日・2018年10月2日 - 2019年8月27日、日本テレビ）- 火曜日コーナー「週刊マリウッド」担当。一度卒業した後、現在は、イギリス留学のため番組を卒業したウエンツ瑛士の後任として「WEニュース」を担当。2019年8月27日より第2子産休に入るため 一時卒業。
- COOL JAPAN〜発掘!かっこいいニッポン〜（2022年1月1日 - 、NHK BS1）
- いぬじかん（2023年10月3日 - 、BS-TBS）※MC[36]

#### 特番
- 関根勤＆麻里親子の旭山動物園日記（2007年1月14日、北海道テレビ）☆
  - 旭山動物園日記2008冬 〜雪景色の動物たちと飼育員の新たなる挑戦〜（2008年2月10日、北海道テレビ）
- ロコもん（2007年10月6日、日本テレビ） - 司会
- NHK紅白歌合戦（毎年12月31日、NHK総合・ラジオ第1）
  - 第58回（2007年12月31日）☆
企画「おしりかじり虫」にダンサーとして出演。また紅白応援隊長（隊員は父の勤のみ）として、紅白歌合戦公式サイト・テレビ「紅白フラッシュ」「クイズ紅白検定、クイズ紅白歌合戦」など出演多数
  - 第59回・第60回・第61回（2008年・2009年・2010年） - 紅白応援隊長（隊員はテリー伊藤（全回）・沢村和樹（第59回）・水樹奈々（第61回））
- ずん＆関根麻里の 気になる瀬戸内系バズりの達人（2022年11月26日、KSB瀬戸内海放送） - MC
- 芸能界2世スクール（2022年12月29日、フジテレビ） - MC
- 芸能人お悩み解決バスツアー －逸品発見の旅－（2023年2月18日、日本テレビ） - MC
- テレビ寺子屋 第2386回「関根家の子育て 〜人生って楽しいんだよ〜」・第2387回「関根家の子育て 〜「愛してる」のバトン〜」（2024年6月16日・23日、テレビ静岡・フジテレビ系）☆

### WEB番組
- 発掘!ブレイクネタ 芸人!芸人!!芸人!!!（2014年6月1日 - 2015年1月20日、BeeTV）☆
- oh!バカちゃんぴおん（ミランカ）
- 安室奈美恵ファッション総選挙　FASHION MOVIE BEST 50（2018年9月9日、AbemaTV）[37]

### ラジオ
- KUSUKUSU（2006年10月 - 、bayfm）パーソナリティ
- コサキンDEワァオ!（TBSラジオ）☆不定期ゲスト出演
- BAY LINE 7300（2007年4月 - 2009年3月、bayfm）パーソナリティ
- BAY LINE GO!GO!（2009年4月 - 2011年3月 、bayfm）水曜日パーソナリティ
- エンジョイ・シンプル・イングリッシュ（2018年4月2日 - 2023年3月） - ナビゲーター

### 舞台
- カンコンキンシアター☆
- 関根勤×関根麻里トークライブ「昆虫ジジイと外ヅラ良子」（2010年2月）☆

### 映画
- 騒音（2015年5月23日公開、スールキートス）☆[38]

### テレビアニメ
- ルパン三世 霧のエリューシヴ（2007年7月27日、日本テレビ）お不三役[39]、声優初挑戦
- トライブクルクル（2014年9月28日 - 2015年10月4日、メ〜テレ・テレビ朝日系列）実写パートナビゲーター

### 広告
- あすなろ学院（宮城県の学習塾。宮城県限定）（2007年6月 - ）
- 理研ビタミン（2007年 - ）
  - 「ノンオイルスーパードレッシング 青じそ」
  - 「ノンオイルスーパードレッシング セレクティシリーズ」
  - 「わかめスープ」
- ブルボン「ゼリーシリーズ」（2008年2月 - ）
- 共栄火災海上保険（2008年4月 - ）
- サンスター（2009年4月 - ）
- ピザーラ（2009年11月 - ）
- ゆめタウン（2011年10月 - ）
- キリンビバレッジ「からだ想い茶 ぽっぽ茶」（2011年11月 - ）
- レック
  - 「ぴたQ」（2011年11月 - ）
  - 「水の激落ちくん」（2013年12月 - ）
- ECCジュニア （2012年8月 - ）

### その他
- 東京消防庁（2008年「春の火災予防運動」のポスター）
祖父（勤の父）が消防士であり、勤も元々は消防士を目指していた縁から起用された。
- 社団法人日本臓器移植ネットワークほか「グリーンリボンキャンペーン」ポスター（2010年 - ）
- DAMチャンネル（2007年4月 - 2008年3月）第一興商の通信カラオケDAM内で流れる音楽番組
- 映画「ナルニア国物語 第2章 カスピアン王子の角笛」（2008年5月21日公開）をPRする“ナルニア国案内人”に就任
- 日本航空の国際線・国内線用機内エンターテイメント「Jポップ・トゥデイ」プレゼンター（2008年8月 - ）[9]
- ゲーム「スピンフィーバー2」ナレーション

## 書籍
- 『ライルと一緒に英会話』（表参道出版、2009年12月16日刊）ISBN 978-4-434-139178
- 『関根麻里の5秒英会話』（日テレBooks、2012年4月8日刊）
- Kindle版電子書籍『関根麻里のライルと一緒に英会話』（表参道プレス、2012年11月19日刊）
- 『上機嫌のわけ』（ワニブックス、2014年5月27日刊）ISBN 978-4-8470-9243-5

### 連載
- anウィークリー「関根麻里のひだまり日記」（2007年7月 - 2008年7月、インテリジェンス社）

### アプリ
- iPadアプリ「関根麻里の英会話」（Omotesandopress,co Ltd.）
- iphoneアプリ「ライルと一緒に英会話」（Omotesandopress,co Ltd.）